# サンタニー
サンタニー（カタルーニャ語: Santanyí）は、スペイン・バレアレス諸島州のムニシピ。マヨルカ島南部に位置する。

## 歴史
鉄器時代のこの地域にはタライオティック文化が栄えた。かつて経済の中心は農業だったが、1950年代に観光業がもたらされた。サン・アンドレウ・アポステル教区教会にはロココ時代のオルガンが置かれている。パルマ・デ・マヨルカのパルマ大聖堂に使用されている黄金色の砂岩はサンタニー産であり、現在でも採石場は稼働している。水曜日と土曜日にはサンタニー地区の教会周辺で市場が開催される。1968年にはサッカークラブのCDサンタニーが設立された。

## 地理

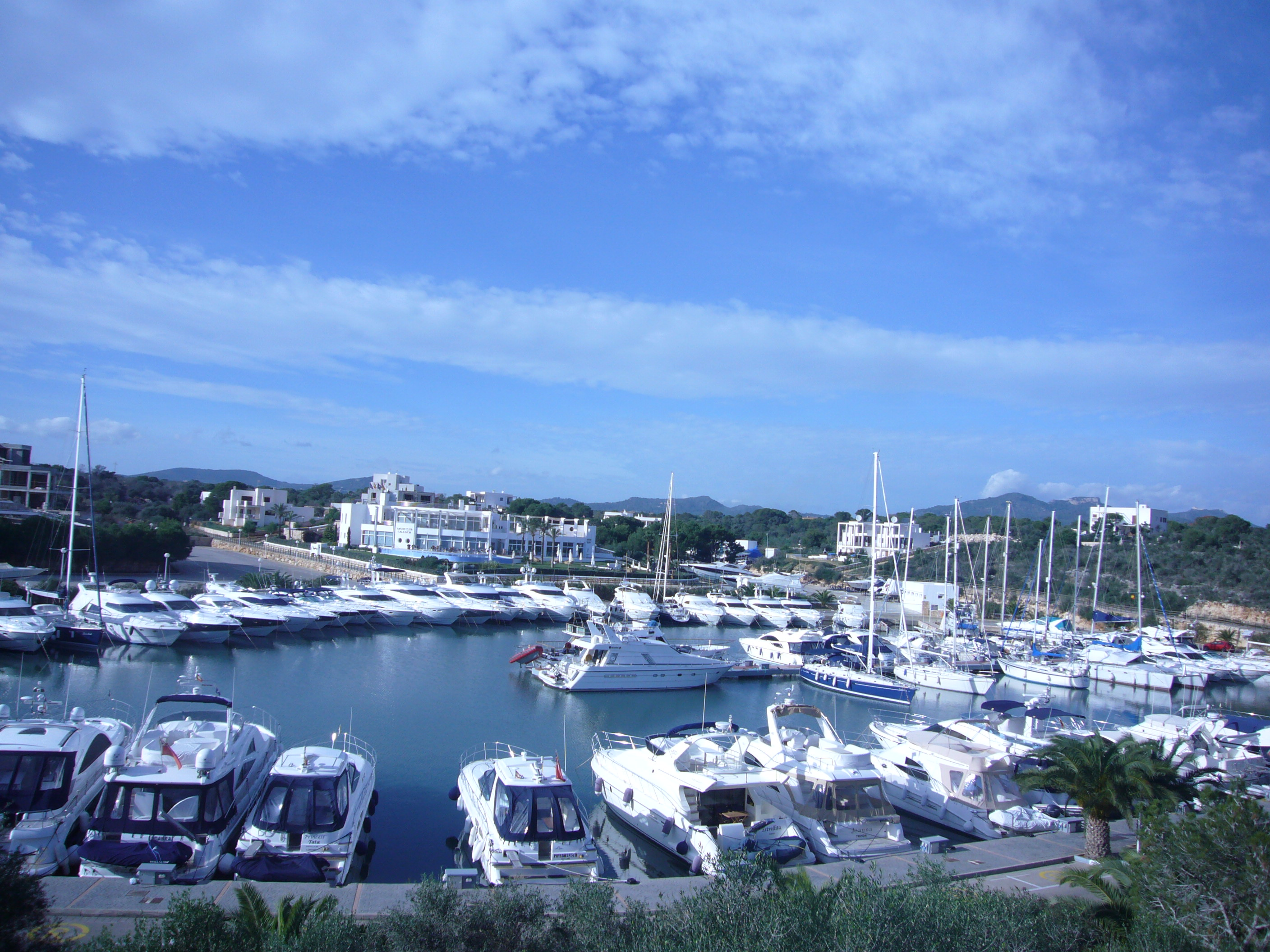
カーラ・ドール地区のヨットハーバー

マヨルカ島の南東部にあり、地中海東岸のカーラ・ドール地区や、地中海から約4kmに入ったサンタニー地区などからなる。マヨルカ島の東岸は入り組んだ入江が連続しており、自治体の海岸線長は35kmに達する。モンドラゴー入江はモンドラゴー自然公園に指定されている。サンタニーの西にあるセス・サリーナスの自治体域には、サボテンや湿地性植物などが植えられた植物園がある。

### 地区

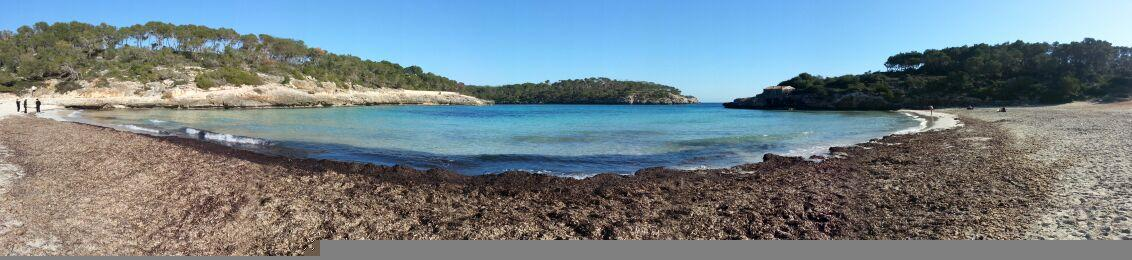
モンドラゴー自然公園

- カーラ・ドール地区（3539人）
- サンタニー地区（2912人）
- サルケリア・ブランカ地区（936人）
- カロンジェ地区（820人）
- カーラ・フィゲーラ地区（577人）
- アス・リュンバルズ地区（524人）
- プルトペトロ地区（497人）
- カーラ・サンタニー地区（447人）
- カーラ・リュンバルズ地区（283人）
- カプ・ダス・モーロ地区（107人）
- ラ・コスタ地区（31人）

人口は2005年

## 人口
| サンタニーの人口推移 1996－2015                         |
|                                                         |
| 出典:INE（スペイン国立統計局）1900年 - 1991年、1996年 - |

## 出身者
- ブライ・ブネット（スペイン語版）(1926-1997) : カタルーニャ語作家。
- リュレンス・ビダル・ビダル（スペイン語版）(1936-) : 詩人。
- アントニア・ビセンス(1941-) : カタルーニャ語作家。